# Dasycyon hagenbecki
El lobo o zorro andino (anteriormente descrito como Dasycyon hagenbecki, aunque ya no se considera un taxón válido) es un supuesto cánido sudamericano falsamente catalogado como lobo. Diversas pruebas realizadas sobre una piel atribuida al animal no han logrado proporcionar una identidad concluyente.

## Historia
En 1927, Lorenz Hagenbeck compró una de tres pieles a un comerciante de Buenos Aires que afirmaba provenían de un "perro" salvaje de los Andes. La piel fue a parar a Múnich, donde sería examinada por el mamólogo alemán Ingo Krumbiegel en 1940. Krumbiegel publicó dos artículos describiendo al animal y dándole el nombre científico de Dasycyon hagenbecki.   El zoólogo estadounidense Howard J. Stains respaldó el nuevo género Dasycyon propuesto por Krumbeigel. Otros mastozoólogos creían en cambio que la piel pertenecía a un perro doméstico.
En 1954, Fritz Dieterlen hizo públicos resultados comparando muestras de pelo tomadas de la piel de Múnich con pelo de varios cánidos. Encontró que existían similitudes significativas entre el pelo del "perro" de Múnich y el de la raza pastor alemán.

### Cráneo
Se dice que en 1935 Krumbiegel estudió un cráneo presuntamente similar al de un lobo de crin (Chrysocyon brachyurus), pero más grande y obtenido supuestamente fuera del área de distribución de este último. Esto le dio confianza en su descripción de la piel de Múnich como un nuevo género. Se desconoce el paradero del cráneo.

## Estatus actual
En 2000 se intentó realizar un análisis de ADN de la piel, pero se descubrió que las muestras estaban contaminadas con ADN humano, de perro, de lobo y de cerdo.